# Test module
- Vladimirovna, Tskhe Kristina (2018). Кинематограф вьетнама с 1986 года по настоящее время [Điện ảnh Việt Nam từ 1986 đến nay] (PDF) (Luận văn) (bằng tiếng Nga). Trường Đại học bang Sankt-Peterburg.

1. ↑  Vladimirovna (2018), tr. 12.